# Lovato Lovati
Lovato Lovati ali Lovato de' Lovati, italijanski sodnik, odvetnik in pesnik, *okoli 1240, Padova, † 7. marec 1309.
Njegovo literarno delo sestoji iz štirih metričnih epistol ter iz ostalih manjših del v verzih.
Na podlagi svojega poznavanja latinskih klasikov (Katula, Tita Livija, Horaca in Seneke je napisal Opombo o jambskem trimetru. Veliko je obiskoval knjižnice po Severni Italiji, še zlasti knjižnico samostana v Pomposi, kjer je odkril veliko originalnih besedil, ki so jih imeli za izgubljena (mdr. nek latinski tekst o Tristanu in Isoldi).